# Ischnothyreus serpentinum
Espèce
Statut de conservation UICN

 EN B1ab(iii)+2ab(iii) : En danger
Ischnothyreus serpentinum est une espèce d'araignées aranéomorphes de la famille des Oonopidae.

## Distribution
Cette espèce est endémique des Seychelles. Elle se rencontre sur Mahé.

## Publication originale
- Saaristo, 2001 : Dwarf hunting spiders or Oonopidae (Arachnida, Araneae) of the Seychelles. Insect Systematics & Evolution, vol. 32, no 3, p. 307-358.